# 布萊恩·羅伯茨
布萊恩·麥可·羅伯茨（英語：Brian Michael Roberts；1977年10月9日—），曾是一名美國職棒大聯盟球員。他的主要守位為二壘。

## 生平

### 早年
羅伯茨出生於北卡德罕，在教堂山成長。他在五歲時曾接受手術，以治療心房中隔缺损。
教堂山中學畢業後，進入北卡罗来纳大学，他的父親麥可（Mike）是北卡大學棒球校隊的主教練。羅伯茨在大學一年級那年（1997年）的成績是4成27打擊率，包括24支二壘打，另還跑出47次盜壘。大學棒球記者協會將羅伯茨選為年度第二隊成員。大三時他轉學至南卡羅來納大學，當時主守游擊的他，被《棒球美國》評為防守最佳的大學球員。該年的67次盜壘則打破了校史紀錄及东南联盟歷史紀錄。

### 職業生涯

#### 巴爾的摩金鶯
巴爾的摩金鶯隊在1999年大聯盟選秀會上選中羅伯茨（第1輪第50名），2000年進行了右手肘手術，而從游擊手的守備位置變為二壘手。他在2001年6月14日登上大聯盟賽場，該季他便有75場出賽，打擊率為2成53。金鶯嘗試讓羅伯茨重回游擊首位，不過並不成功（發生了14次失誤）。隔年他專職二壘，出賽38場，打擊率2成27。
2003年球季一開始是待在小聯盟，直到當時的主力二壘小傑瑞·赫爾斯頓右腳受傷，而被升上大聯盟。而2004年由於赫爾斯頓開季受傷的關係，羅伯茨於是加入球隊開季25人名單中，並在開幕戰出賽。8月9日到8月15日期間，羅伯茨連續7場比賽擊出二壘安打，成為球隊的新紀錄，9月18日對明尼蘇達雙城隊擊出該年第47支二壘安打，打破大聯盟左右開弓打者保持了超過百年之久的紀錄。這一年羅伯茨擊出50支的二壘打，也成為金鶯隊史紀錄。
2005年季前，赫爾斯頓被交易至芝加哥小熊隊，羅伯茨在隊上的地位趨於穩固。這年他在全壘打方面開始有所斬獲，在6月結束之前就擊出了12支全壘打，使他獲選進入全明星陣容。9月20日對陣紐約洋基隊的賽事，羅伯茨因為碰撞而傷及手肘，球季提前報銷。不過這個傷勢並未影響他在2006年球季的表現，打出2成86打擊率的成績之外，有36次盜壘，為球隊跑回85分。
2007年，羅伯茨保持健康，出賽超過150場，並再次獲選全明星陣容。該年他的打擊率是2成90，並且有3成77的上壘率，盜壘數則是50次，美聯第一（與卡爾·克勞福並列）。著名的米契爾報告報告書在該年12月13日發表，羅伯茨列名其中。對此羅伯茨曾否認，但後來公開承認用藥，並就此事向球迷道歉。
2008年6月24日，在對陣芝加哥小熊隊的賽事中，達到個人生涯千安里程碑。
2009年2月20日，金鶯隊延長羅伯茨的合約至2014年止，合約金額為40,000,000美元。該年的世界棒球經典賽，改由羅伯茨遞補美國隊的二壘位置，美國隊在半決賽負於日本隊，遭到淘汰。8月4日，羅伯茨擊出生涯第300支二壘打。9月9日在客場面對波士頓紅襪隊時，羅伯茨擊出該年球季第50支的二壘安打，達成連續2個球季50支的二壘安打。9月15日他再進一步，擊出單季第52支二壘打，打破金鶯隊史紀錄。最終他在該年打出共56支二壘打，是大聯盟歷史上左右開弓打者的新高紀錄。
2010年球季開始羅伯茨的表現不佳，傷勢使他幾乎錯過整個上半球季。羅伯茨在7月23日重新回到金鶯隊25人名單。9月27日，他被自己的球棒擊中頭盔，導致了腦震盪。2011年5月16日，因為頭部滑壘而導致第2次的腦震盪，缺席該季的剩餘賽事。

#### 紐約洋基
2013年季後，羅伯茨成為自由球員。他與紐約洋基隊簽下一年2,000,000美元合約。截至2014年6月7日止，因年事漸長和腦震盪後遺症影響，跑壘速度急遽減緩，嘗試七次盜壘，便失敗了三次。洋基隊在2014年8月1日將羅伯茨指定轉讓，9日將他釋出。

### 退役
2014年10月17日，羅伯茨宣布自球員身分退役。他在聲明中表示，自己無法在球場上繳出好的表現，退休是更好的決定。
2018年季前，羅伯茨加入巴爾的摩當地的廣播轉播陣容，擔任兼職評論員。

## 個人生活與軼事
- 羅伯茨與妻子黛安娜在2009年1月成婚，他們的第1個兒子在2013年8月出生[17]。
- 羅伯茨是舊洋基球場的最後一名打者（2008年9月21日，當天金鶯隊以3比7落敗）。

## 外部連結
- 球員資訊和成績在MLB ，ESPN ，Retrosheet ，Baseball Reference ，Baseball Reference (Minors) ，Fangraphs ，The Baseball Cube （英文）
- 官方網站的頁面存檔，於網際網路檔案館